# Claudius Schraudolph starší
Claudius Schraudolph starší (2. října 1813, Oberstdorf – 13. listopadu 1891, Oberstdorf) byl německý malíř historických obrazů, litograf a kreslíř předloh pro dřevořezy, představitel nazarénismu.

## Život
Claudius Schraudolph se narodil 2. října 1813 v jihobavorském Oberstdorfu v rodině uměleckého truhláře Ignaze Schraudolpha (1785–1851), matka se jmenovala Rosalie, rozená Weissenbachová (1781–1851). Stejně jako jeho bratři Johann (1808–1879) a Matthias (1817–1863) se nejprve učil u svého otce a poté se vydal na malířskou dráhu. Přízvisko „starší“ dostal pro odlišení od svého stejnojmenného synovce, malíře Claudia Schraudolpha mladšího (1843–1902). Claudius Schraudolph studoval v ateliéru malíře Heinricha Marii von Hesse (1798–1863), díky jehož podpoře mohl roku 1831 začít studovat na Akademii výtvarných umění v Mnichově. Na přání korunního prince Maxmiliána II. Bavorského (1811–1864) procestoval společně s malířem Josephem Antonem Fischerem (1814–1859) Itálii, kde studoval techniku malby starých fresek. Po návratu často spolupracoval se svým bratrem Johannem. Po jeho smrti roku 1879 se vrátil zpět do své domoviny a působil především v Bavorsku. Zemřel ve spánku 13. listopadu 1891 ve své rodné vsi.

## Dílo

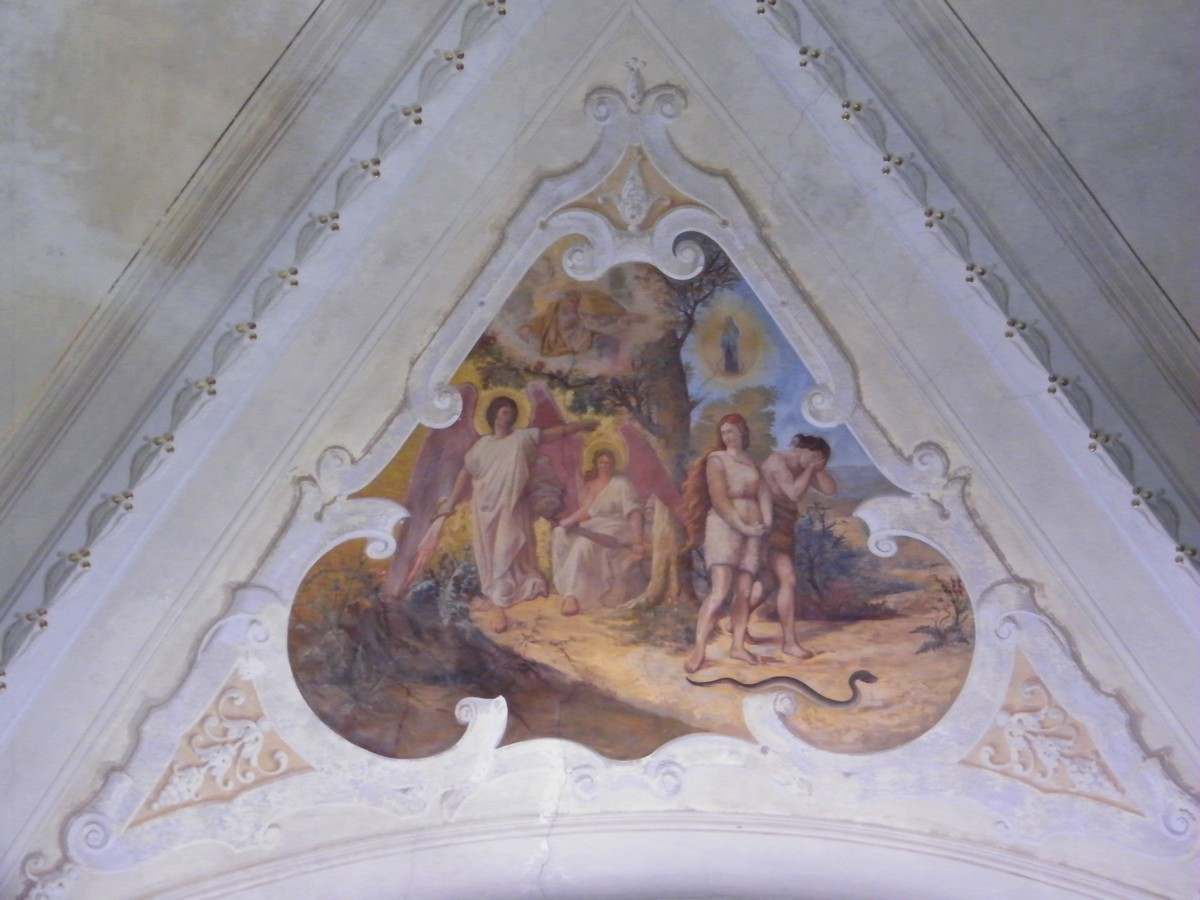
Freska vyhnání Adama a Evy z ráje v lobendavském kostele

Většina Schraudolphových děl – fresky a oltářní obrazy – byla určena pro kostely. Jeho práce vyjadřuje hlubokou zbožnost.
Malby Claudia Schraudolpha staršího (výběr)
- cyklus fresek v kostele Všech svatých a v bazilice svatého Ludvíka, Mnichov (s bratrem Johannem)
- freska v rezidenci U Atén, Mnichov
- spolupráce na freskách v katedrále Panny Marie a svatého Štěpána, Špýr (s bratrem Johannem)
- obrazy na bočních oltářích v kapli svatého Josefa, Oberstdorf
- oltářní obraz v kapli na Dienersbergu, Oberstdorf
- obrazy v kostele svatého Mikuláše, Altstätten ve Švýcarsku
- čtyři fresky ze života Panny Marie v kostele Navštívení Panny Marie, Lobendava
- návrh maleb pro fasády hotelu Königshof, Mnichov
- oltářní obrazy v kostele svatého Petra a Pavla, Hopfen am See
- oltářní obraz v kostele svatého Filipa a Jakuba, Schoppernau v Rakousku